# Хуан Хав'єр Еспіноса
Хуан Хав'єр Еспіноса (2 грудня 1815 — 4 вересня 1870) — еквадорський політик, президент країни з січня 1868 до січня 1869 року.